# Zygomaturidae
A Zygomaturidae az emlősök (Mammalia) osztályának erszényesek (Marsupialia) alosztályágába, ezen belül a diprotodontia rendjébe tartozó kihalt család.

## Rendszerezés
A családba az alábbi nemek tartoztak:
- †Hulitherium – pleisztocén, Pápua Új-Guinea
- †Kolopsis – késő miocén, Északi terület, Ausztrália
- †Kolopsoides
- †Maokopia
- †Neohelos – középső miocén, Északi terület, Ausztrália
- †Plaisiodon
- †Raemeotherium
- †Silvabestius – kora miocén
- †Zygomaturus – pleisztocén

E családot egyesek a Diprotodontidae család alcsaládjának tekintik.